# 安达森洋行
安达森洋行，位于重庆市南岸区涂山镇玄坛庙社区海狮路2号。

## 历史
19世纪末重庆开埠初期，瑞典商人安达森在长江边依山兴建安达森洋行，由8栋建筑组成。截至2017年，其中4栋建筑2013年成为第二批南岸区文物保护单位“安达森洋行”，另有1栋为优秀历史建筑，3栋为传统风貌建筑。安达森洋行成立后，主要经营腊肉、鬃毛、百货等。
1931年九一八事变后，日军占领中国东北，北平故宫博物院文物被迫南迁。1938年5月，故宫博物院南迁至重庆的文物全部运至重庆后，分三处保存：（1）川康平民商业银行，即今渝中区打铜街邮局大楼二楼仓库，存放3830箱；（2）南岸王家沱吉时洋行仓库，存放1814箱；（3）安达森洋行的4个仓库，存放3694箱。1939年4月起，日军飞机不断轰炸重庆。洋行老板安达森在每次轰炸时，都安排将瑞典国旗挂到安达森洋行房顶旗杆上，以保安全。最终安达森洋行幸免被炸，存放的故宫博物院文物因此未受损。
2016年11月，故宫博物院院长单霁翔赴安达森洋行现场指导，由建筑师张永和主持设计。安达森洋行被纳入“慈云寺—米市街—龙门浩历史文化街区”首开区的范围内，准备引进“紫禁书院、数字故宫、文物南迁纪念馆”等故宫博物院主题的文创业态。2017年3月21日，重庆市文物局召开安达森洋行修缮设计方案评审会。修缮后的安达森洋行将与北京故宫博物院合作，建设“重庆故宫文物南迁纪念馆”以及“故宫研究院重庆分院”，并引进“紫禁书院”、“数字故宫”等故宫博物院主题的文创业态，定期举办故宫文化讲座，成为艺术文化中心。2018年1月19日，“故宫学院（重庆）”签约揭牌暨故宫文化传承活动在安达森洋行旧址举行。

## 建筑
安达森洋行的建筑为土木结构，各仓库都采用大梁穿斗结构，人字坡小青瓦屋面，土墙，石质基座。在2017年的修缮中，建筑采用嵌入式改造，将空地整合为大跨展示空间。文物保护建筑在临江面架观景平台。